# Вночі
«Вночі́» — проєкт і одночасно альбом, виданий у 2008 році Святославом Вакарчуком. На відміну від рок-стилю «Океану Ельзи» платівка складається переважно зі спокійних джазових пісень.

## Запис та презентація
Запис пісень відбувався у Києві, зведення — у Брюсселі, а над мастерингом працював лауреат двох «Греммі» Ґавін Ларссен та «Lurssen Mastering» (Лос-Анджелес).
Диск записували музиканти «Океану Ельзи» та запрошені музиканти. Деякі композиції допоміг записати Національний симфонічний оркестр України.
4 грудня 2008 року у Національному академічному драматичному театрі ім. Івана Франка відбувся концерт-презентація проєкту і альбому. Серед відомих постатей були письменник Любко Дереш, ведучі Савік Шустер, Вахтанг Кіпіані та Микола Вересень, режисер Роман Балаян, посол США в Україні Вільям Тейлор, модельєр Оксана Караванська, політики Анатолій Гриценко, Інна Богословська та Нестор Шуфрич, джазмен Олексій Коган, колишні «океанівці», а тепер музиканти «Esthetic Education» Дмитро Шуров та Юрій Хусточка.
У музичних магазинах диск з'явився 4 грудня 2008 року.

Концертиний тур на підтримку альбому розпочався 6 березня 2009 р. у Києві і тривав до 11 квітня. Окрім музики Вакарчук проведе низку зустрічей з молоддю у рамках соціальної акції «Людина творить Країну»: 
|  | Я звертаюся з проханням принести на зустріч книгу (прочитану або нову, легку або серйозну), щоб відкрити шлях у майбутнє для вихованців дитячих будинків. |

 Першими, хто пожертвував книги, стали журналісти, які принесли їх на прес-конференцію 27 лютого.

## Композиції
1. Ой, поперед мене гори сині
2. Не йди
3. Бути з тобою
4. Колискова
5. Пізно вночі
6. Там, де літо
7. Дзвони
8. Не опускай свої очі
9. Чайка
10. Така, як ти
11. Wherever You Are

Музика і слова — Святослав Вакарчук, крім 

4 — музика Денис Дудко / Святослав Вакарчук, слова — Святослав Вакарчук 

7 — музика Мілош Єліч, слова — Святослав Вакарчук

## Музиканти

### «Океан Ельзи»
- Святослав Вакарчук — вокал
- Петро Чернявський — гітара, бузукі
- Денис Дудко — контрабас, бас-гітара
- Мілош Єліч — родес-піано, синтезатор, бек-вокал
- Денис Глінін — барабани, удо

### Запрошені музиканти
- Олександр Береговський — перкусія, литаври
- Богдан Гуменюк — саксофон, флейта
- Юрій Мандрик — гобой
- Олексій Морозов — гітара
- Роман Олексієнко — труба, бек-вокал
- Сергій Охрімчук — скрипка
- Олексій Саранчін — рояль
- Кирило Шарапов — скрипка
- Махді Юсефіан — тар, перкусія (випускник класу професора Євгена Станковича Київської консерваторії)
- Алі Заманпур — перкусія
- Анна Чайковська — бек-вокал
- Струнний квартет Національного симфонічного оркестру України
- Національний симфонічний оркестр України